# Jean Navarre
Jean Marie Dominique Navarre (n. 8 august 1895, Jouy-sur-Morin, Île-de-France, Franța – d. 10 iulie 1919, Vélizy, Seine-et-Oise, Franța) a fost un aviator francez din timpul Primului Război Mondial. A avut douăsprezece victorii aeriene confirmate și alte cincisprezece victorii neconfirmate, fiind unul dintre primii ași ai aviației.

## Tinerețea
Născut pe 8 august 1895 în Jouy-sur-Morin, Navarra s-a dovedit a fi un copil dificil, care și-a provocat profesorii și a chiulit frecvent de la școală, împreună cu fratele său mai mic.
Navarre a obținut brevetul de pilot civil nr. 581 la 22 august 1911. Acest brevet i-a adus imediat înrolarea în aviația militară franceză în august 1914, atunci când a început Primul Război Mondial.

## Serviciul militar în Primul Război Mondial

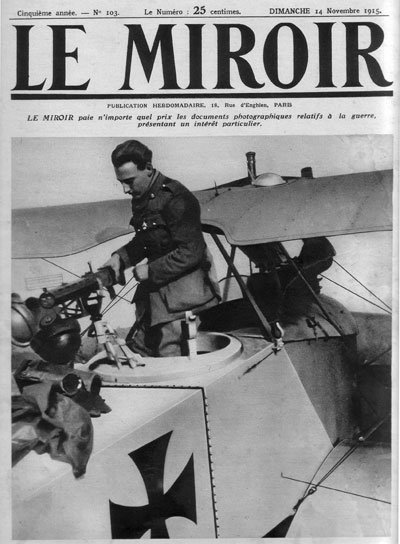
Jean Navarre inspectând o aeronavă germană capturată (Le Miroir, 14 noiembrie 1915).

În septembrie 1914 Navarre a obținut brevetul de pilot militar nr. 601. A fost repartizat inițial în Escadrille MF8. Apoi s-a alăturat escadrilei de recunoaștere MS12, zburând cu un avion Morane-Saulnier L, poreclit „parasol” din cauza aripii superioare mari care acoperea cea mai mare parte a fuselajului său îngust. La scurt timp după aceea, la 1 aprilie 1915, Navarre a fost pilot atunci când observatorul său a doborât un Aviatik german la nord de Fismes. Prima victorie aeriană a lui Navarre i-a adus decorarea cu Médaille militaire, acordată cinci zile mai târziu, după ce îi fusese conferită anterior decorația Croix de Guerre. La 13 aprilie 1915 Navarre a obținut o nouă victorie atunci când a zburat cu un trăgător diferit. La 2 august 1915 a fost făcut cavaler al Legiunii de onoare, citatul fiind bazat atât pe misiuni speciale secrete, cât și pe victoria aeriană. El va obține o altă victorie pe 26 octombrie 1915, înainte de a fi transferat în cadrul Escadrille 67, unde a zburat pe un avion Nieuport.
Navarre a zburat cu o aeronavă pe care pictase, întrun gest de patriotism, culorile roșu, alb și albastru. Când a primit noile avioane de vânătoare Nieuport 11 și Nieuport 16 în mai 1916, el le-a vopsit în mod deliberat în culoarea roșie pentru a-și provoca și intimida inamicul în văzduhul deasupra orașului Verdun, cu mult înainte ca omologul său german să-și dobândească notorietatea ca Baronul roșu. Navarre și-a început șirul de victorii cu noua sa unitate, realizând una dintre primele „duble” ale războiului prin doborârea unui Fokker E.III și a unui avion german cu două locuri la 26 februarie 1916 și devenind unul dintre primii ași ai aviației din istorie. El a fost supranumit primul as al aviației francez, deși Adolphe Pégoud l-a precedat. Navarre a obținut încă o jumătate de duzină de victorii în următoarele trei luni, iar la 19 mai 1916 a doborât o aeronavă germană Aviatik C deasupra localității franceze Chattancourt, devenind primul as aliat creditat cu 10 victorii aeriene.
La 17 iunie 1916 Navarre a făcut echipă cu Georges Pelletier d'Oisy, obținând a douăsprezecea victorie. În această confruntare, Jean Navarre a fost doborât și a suferit leziuni grave la cap, care nu s-au mai vindecat niciodată. Fratele mai mic al lui Navarre a fost ucis în aceeași perioadă într-un accident aviatic. Jean Navarre a fost scos din serviciul activ și trimis într-un sanatoriu pentru a se vindeca. El a revenit în serviciul militar în 1918, deși nu a mai participat la luptele aeriene.

## Viața personală în timpul Primului Război Mondial

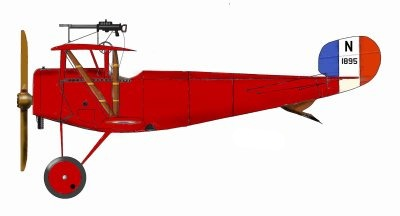
Avionul roșu Nieuport 11 al lui Navarre, „Santinela Verdunului”.

În primele zile ale războiului, aviatorii au zburat în principal în misiuni de recunoaștere, iar aeronavele lor nu erau înarmate. Cu toate acestea, așii au încercat să-și atace adversarii atunci când s-au întâlnit în aer. Navarre a crezut cu tărie că piloții de aviație trebuiau să-și ucidă inamicii; nu era loc pentru gesturi prietenești. Ulterior el a devenit unul dintre primii ași ai aviației.
Navarre a experimentat în mod continuu modalități de a îmbunătăți armamentul aeronavei sale, instalând la un moment dat chiar și rachete. În acel moment, Navarre obținuse 12 victorii aeriene în ciuda handicapului său tehnic.
Navarre a devenit prieten strâns cu asul francez Charles Nungesser, care era la fel de nechibzuit și de insubordonat ca și el. În afară de reputația lor crescândă ca ași ai aviației, Navarre și Nungesser au devenit, de asemenea, foarte populari în viața de noapte pariziană, efectuând o serie de escapade neconvenționale.

## După Primul Război Mondial
După sfârșitul ostilităților, a fost planificată la 14 iulie 1919 o paradă a victoriei pe Bulevardul Champs Élysées. Totuși, Înaltul Comandament a ordonat aviatorilor să participe la paradă pe jos, în loc să zboare la manșele aeronavelor lor. „Eroii văzduhului” au considerat această defilare pe jos ca o insultă. În cadrul unei întâlniri organizate în barul „Fouquet” de pe Champs Élysées, ei au decis să răspundă acestui afront prin desemnarea unuia dintre piloții de război care să zboare pe sub Arcul de Triumf. Navarre, ca primul dintre ași, a fost considerat alegerea ideală în ciuda rănilor pe care le suferise. Cu toate acestea, în mod tragic, Navarre s-a prăbușit cu aeronava în timp ce exersa realizarea acestei cascadorii și a murit pe aerodromul Villacoublay la 10 iulie 1919. Avea doar 23 de ani. Câteva săptămâni mai târziu, camaradul său Charles Godefroy a efectuat în cele din urmă zborul istoric pe sub Arcul de Triumf.

## Decorații
Médaille militaire
„Sergent aviator al Escadrilei MS12 cu o îndemânare și o îndrăzneală remarcabilă. A luptat cu două aeronave inamice într-o săptămână, înfruntându-le și atacând de la câțiva metri în ciuda focului observatorului inamic. El a forțat pe una dintre aeronave să aterizeze în spatele liniilor noastre, permițând ca pilotul și observatorul, răniți amândoi de focul observatorului său, să fie luați prizonieri.”
Legiunea de onoare
„Adjutant aviator al Escadrilei MS12, remarcabil de iscusit și de devotat, a avut mai multe lupte aeriene, dintre care într-una din ele a permis capturarea a doi ofițeri inamici și a unei aeronave inamice. El s-a oferit voluntar pentru toate misiunile dificile și a executat misiuni speciale și deosebit de periculoase cu un succes complet.”